# Federico Danti
Federico Danti (Milano, 24 marzo 1952) è un doppiatore, direttore del doppiaggio e attore italiano.

## Biografia
Figlio dell'attore e doppiatore Alfredo Danti, è iscritto all'Associazione Doppiatori Attori Pubblicitari (ADAP). In qualità di direttore del doppiaggio, dirige la serie animata giapponese Pokémon. È inoltre presente come voce narrante, nonché doppiatore di alcuni personaggi secondari. Oltre alla serie animata, ha curato l'edizione italiana del ridoppiaggio delle prime tre stagioni, nonché la maggior parte dei film tratti dalla serie.
Tra gli altri cartoni animati doppiati ci sono Totally Spies!, Sailor Moon (nel quale interpreta il padre di Bunny, Lord Kaspar, il Principe Diamond e il Dott. Tomoe) e SpongeBob, in quest'ultimo sempre come narratore. Di queste serie animate è stato anche direttore del doppiaggio, con l'aggiunta di Hamtaro, e di Tex Avery Show (insieme a Donatella Fanfani). Ha inoltre interpretato il personaggio di Wilfredo Maria in Love Me Licia e Licia dolce Licia e ha doppiato il personaggio di Walter Neviker in Automan e Pellecchia nel cartone animato Magica magica Emi.
Dall'estate 2008 interpreta il professor Brandi nella soap opera CentoVetrine, facendo parte del cast ricorrente.
È sposato con la doppiatrice e dialoghista Benedetta Brugia ed è padre della doppiatrice Ludovica De Caro.

## Filmografia
- Love Me Licia
- Licia dolce Licia
- Casa Vianello
- Vivere
- Centovetrine
- Le nuvole in testa
- Karlenstein

## Teatro
- I giorni della vita, di Gianni Mantesi
- Dodici uomini arrabbiati, di Alberto Ferrari
- Avevo più fiducia nell'idrogeno, di A. Mantesi
- Anche ai killer piace la musica, di Federico Danti

## Doppiaggio

### Film
- John Hawkes in Wristcutters - Una storia d'amore, S. Darko
- Steve Buscemi in Delirious - Tutto è possibile
- Willem Dafoe in Go Go Tales
- Kevin Bacon in My One and Only
- Ray Liotta in La notte non aspetta 2 - Strade violente
- Gary Sinise in Brivido biondo
- Timothy Bottoms in Il richiamo della foresta 3D
- Sean Bean in Big Empty - Tradimento fatale
- Jake Busey in Soldifacili.com
- John Heard in The Great Debaters - Il potere della parola
- Alex Zahara in Io & Marley 2 - Il terribile
- Mark Gibbon in Radio Killer 2 - Fine della corsa
- Art Malik in Franklyn
- Lenny von Dohlen in Denti
- Peter Mochrie in Power Rangers - Il film
- Gregg Bullock in Turbo Power Rangers - Il film
- Jean-Marc Barr in Parc
- Laurent Bateau in Finché nozze non ci separino
- Shaun Dingwall in L'estate all'improvviso
- Treat Williams in Senza tregua
- Georg Friedrich in Stereo
- Adam Tsekhman in R.L. Stine: I racconti del brivido - La casa stregata
- Hiroyuki Sanada in Il ricevitore è la spia

### Film d'animazione
- Voce narrante in Pokémon 2 - La forza di uno, Pokémon 3 - L'incantesimo degli Unown, Pokémon Ranger e il Tempio del Mare, Pokémon: Giratina e il Guerriero dei Cieli, Pokémon: Arceus e il Gioiello della Vita, Pokémon: Il re delle illusioni Zoroark, Il film Pokémon: Nero - Victini e Reshiram e Bianco - Victini e Zekrom, Il film Pokémon - Kyurem e il solenne spadaccino, Il film Pokémon - Genesect e il risveglio della leggenda, Il film Pokémon - Diancie e il bozzolo della distruzione, Il film Pokémon - Hoopa e lo scontro epocale, Il film Pokémon - Volcanion e la meraviglia meccanica, Il film Pokémon - Scelgo te!, Il film Pokémon - In ognuno di noi, Pokémon: Mewtwo colpisce ancora - L'evoluzione, Il film Pokémon - I segreti della giungla
- Lucario in Pokémon: Lucario e il mistero di Mew
- Bazooka in Super Kid
- Ugo in Jungle Jack - Il grande film del piccolo Ugo!
- Dark Knight in Slayers - Storie di specchi, chimere e mammoni
- Gary in SpongeBob - Il film
- Telecronista in Sailor Moon S The Movie - Il cristallo del cuore
- Elfo rosa in Sailor Moon SS The Movie - Il mistero dei sogni
- Dr. Ray in Doraemon - Il film: Nobita e l'Utopia celeste

### Film TV e miniserie
- Gene Wilder in Thursday's Game
- Ian McShane in Ricordi di guerra (ridoppiaggio)
- Greg Germann in Spectacular!
- Jason Brooks in Swarm - Minaccia dalla giungla
- Brian Wimmer in Il mistero di Loch Ness

### Serie televisive
- Desi Arnaz Jr. in Automan
- Michael D. Roberts in Manimal
- Johathan Lloyd Walker in Flash Gordon
- Richard Kline in Tre cuori in affitto
- Joseph Gallison in Flipper
- Mike Evans e Damon Evans in I Jefferson
- Master P in Romeo!
- Gregg Bullock in Power Rangers Turbo
- Dennis Waterman in L'ispettore Regan
- Matthew Holmes in Sea Patrol
- Christian Rauth in Commissario Navarro
- Giovanni Colombo in Love Me Licia, Licia dolce Licia
- Grégoire Bonnet in Nina
- Nicolas Marié in The Intern
- Adam Godley in The Great

### Soap opera e telenovelas
- Gregory Beecroft, Hunt Block e Steve Bassett in Sentieri
- Robert S. Woods in Una vita da vivere
- Gordon Thomson in I Ryan
- Joachim Raaf in Lena - Amore della mia vita
- Max Hausmann in Una vita
- Paulo Figueiredo in Marina
- Paulo Ricardo in Terra nostra 2 - La speranza
- Josè Antonio Barrios in Isa TVB

### Serie animate
- Gary e voce narrante in SpongeBob
- Anthony Julian in Jem
- Generale Signore in Gadget e gadgettini
- Jerry Lewis in Totally Spies! ed in The Amazing Spiez!
- Walter White in Poochini
- Eric Flemkin in Un tritone per amico
- Eremita del Ceppo in Tak e la magia Juju
- Grifter in La sfera del tempio orientale
- Turtle (parte parlata) in Le storie di Hammy il criceto
- Voce narrante in Wobblyland
- Tony in Kiss Me Licia
- Mino in Evelyn e la magia di un sogno d'amore
- Joe Serpe in L'incantevole Creamy
- Can Can in Hello! Sandybell
- Imperatore Neo in Nadia - Il mistero della pietra azzurra
- Emanuele (1° voce) in Prendi il mondo e vai
- Pellecchia in Magica magica Emi
- Zanglus in Un incantesimo dischiuso tra i petali del tempo per Rina e Un incantesimo dischiuso tra i petali del tempo per Rina II
- Garv in Un incantesimo dischiuso tra i petali del tempo II
- Searius e saggio del regno dei draghi in Un incantesimo dischiuso tra i petali del tempo III
- Ministro di Hamburger in Luna, principessa argentata
- Padre di Bunny in Sailor Moon, Sailor Moon, la Luna splende, Sailor Moon e il Cristallo del Cuore, Petali di stelle per Sailor Moon e Sailor Moon e il Mistero dei Sogni
- Lord Kaspar in Sailor Moon
- Principe Diamond in Sailor Moon, la Luna splende
- Dott. Tomoe in Sailor Moon e il Cristallo del Cuore e Petali di stelle per Sailor Moon
- Scagnozzo di Tavernier in Alpenrose
- Friedrich Brendel, padre di Jeudi in Alpenrose (ediz. Yamato Video 2006)
- Voce narrante in Pokémon, Pokémon - Oltre i cieli dell'avventura, Always Pokémon, Pokémon: Johto League Champions, Pokémon: Master Quest, Pokémon Advanced, Pokémon: Advanced Challenge, Pokémon: Advanced Battle, Pokémon Chronicles, Pokémon Diamante e Perla, Pokémon Diamante e Perla: Battle Dimension, Pokémon Diamante e Perla: Lotte Galattiche, Pokémon Diamante e Perla: I Vincitori della Lega di Sinnoh, Pokémon Nero e Bianco, Pokémon Nero e Bianco: Destini Rivali, Pokémon Nero e Bianco: Avventure a Unima, Pokémon: Serie XY, Pokémon: Serie XY - Esplorazioni a Kalos e Pokémon: Serie XYZ
- Dott. Zager in Pokémon Nero e Bianco, Pokémon Nero e Bianco: Destini Rivali
- Frontman in Kirby
- Ambrogio in Pokémon: Serie Sole e Luna
- Proprietario della Fattoria di Venturia in Pokémon Nero e Bianco: Avventure a Unima
- Giovanni in Pokémon Diamante e Perla, Pokémon Diamante e Perla: Battle Dimension, Pokémon Nero e Bianco: Avventure a Unima e altrove, Pokémon: Serie XY
- Gasparago Aralia in Pokémon Nero e Bianco: Avventure a Unima
- Professor Oak in Pokémon: Mewtwo - Preludio al Risveglio
- Ristoratore dell'Isola Spettriosa in Pokémon Nero e Bianco: Avventure a Unima
- Kim Pashar in Dragon Ball (2ª ediz.)
- Manager di Cindy in Alé alé alé o-o
- Peter in Alé alé alé o-o
- Telecronista in Alé alé alé o-o
- Padre di Dan in Magico Dan, super campione
- Sig. Newman in Tommy, la stella dei Giants
- Dracula in Viaggiando nel tempo
- Francesco in Automodelli - Mini 4WD
- Vicecomandante Stoner in Super Atragon
- Kyogo Mono in X
- Voce narrante in Slam Dunk
- Jean-Jerome Jorge in Aquarion
- Shou Tucker in Fullmetal Alchemist
- Francesco de' Medici in Trinity Blood
- Sorime in Parasite Dolls
- Abadir in I Cavalieri dello zodiaco
- Valentine dell'Arpia in I Cavalieri dello zodiaco - Saint Seiya - Hades
- Mahad e Hassan in Yu-Gi-Oh!
- Vodka (1° voce) e Signor Kaneko (ep. 140-1) in Detective Conan
- Diamante in One Piece
- Rockmeier in Overlord
- Fisher Biskit in Littlest Pet Shop
- Mario Zeppeli in Battle Tendency[2]

### Videogiochi
- Sam Harding, Phil Wilson, Frank Cerano, R. Cooper, T. Washington, Rapporto Medico Steve Jenson, Raiconzulu e Voci di sottofondo in Doom 3[3] (2004)
- Caporale Wallace, Delta Force, Comando Speciale, Soldato cecchino pesante, Medevac UH-60Q, Escavatore, S.H.I.E.L.D., Autocisterna e S.W.A.T in Act of War: Direct Action[4] (2005)
- Narratore Inglese in Axis & Allies[5] (2005)
- Ethan Cole in Area 51[6] (2005)
- Reed Richards/Mr. Fantastic in I Fantastici 4[7] (2005)
- Robert Mitchell e Clan degli Ocra in Fahrenheit[8] (2005)
- Voce Narrante in Commandos: Strike Force[9] (2006)
- Jerry in Totally Spies! Totally Party[10] (2007)
- Ad in Dark Sector[11] (2008)
- Giacomo Garibaldi in Anno 1404: Venezia[12] (2009)
- Alex in Metro 2033[13] (2010)
- Ahmet in Assassin's Creed: Revelations[14] (2011)
- Jorhan Brimve Stahl in Killzone 3,[15] (2011) Killzone: Shadow Fall[16](2014)
- Gunmar in The Elder Scrolls V: Skyrim (2011)
- Talbot in Uncharted 3: L'inganno di Drake[17] (2011)
- Benjamin Tallmadge in Assassin's Creed III[18] (2012)
- Larel in Diablo III[19] (2012)
- Voce di uno scienziato in Prototype 2 (2012)
- Parker Luciani in Resident Evil: Revelations[20] (2012)
- Ferris Boyle e guardia del corpo di Alberto Falcone in Batman: Arkham Origins[21] (2013)
- Albert Contiello in Dead Rising 3[22] (2013)
- Shane in Infamous: First Light[23] (2014)
- Shane in Infamous: Second Son[24] (2014)
- Arthur Weaversbrook in Assassin's Creed: Syndicate (2015)
- Man-Bat in Batman: Arkham Knight[25] (2015)
- Bones in Deus Ex: Mankind Divided[26] (2016)
- Paul Serene in Quantum Break[27] (2016)
- La Presenza e Korvac in LEGO Marvel Super Heroes 2[28] (2017)
- Starhawk in Star Wars: Battlefront II[29] (2017)
- Eli Palmer in Far Cry 5[30] (2018)
- Cacciatore della prima flotta ed erudito vivace in Monster Hunter: World (2018)[31]
- Tenente Owens in Days Gone[32] (2019)
- Thomas Rush in Far Cry New Dawn[33] (2019)
- Anton Monroe in The Chant[34] (2022)
- Capitano Clarke e Nikola in Spider-Man 2 (2023)[35]